# Тупицыны (Истобенское сельское поселение)
Тупицыны — деревня в Оричевском районе Кировской области в составе Истобенского сельского поселения.

## География
Расположена у восточной окраины от административного центра поселения села Истобенск недалеко от левого берега Вятки.

## История
Известна с 1710 года как деревня Онофреевская с 2 дворами, в 1765 году здесь проживало 88 человек. В 1873 году здесь (Анофриевская 1-я или Тупицыны) было отмечено дворов 12 и жителей 116, в 1905 28 и 116, в 1926 (деревня Тупицыны или Ануфриевская, Анферовская) хозяйств 15 и жителей 73, в 1950 38 и 135, в 1989 47 постоянных жителей. Настоящее название утвердилось с 1950 года. 

## Население
Постоянное население  составляло 33 человека (русские 100%) в 2002 году, 29 в 2010.